# Viktor Stern
Viktor Stern, též Victor Stern (29. října 1885 Třešť – 27. března 1958 Berlín nebo Babelsberg), byl československý politik německé národnosti a meziválečný poslanec Národního shromáždění za Komunistickou stranu Československa, po druhé světové válce politik Německé demokratické republiky.

## Biografie
Vystudoval práva na Vídeňské univerzitě. Získal titul doktora práv. Působil jako právník, novinář a politik. Od roku 1904 byl členem rakouské sociální demokracie. Po roce 1918 vstoupil do Komunistické strany Rakouska a po přestěhování do Německa byl členem tamní USPD (účastnil se jejího sjezdu v Lipsku) a později v roce 1920 přešel s levicovým křídlem USPD do Komunistické strany Německa (KPD). V letech 1920–1921 byl šéfredaktorem listu Ruhrecho a byl aktivní v krajské organizaci KPD v Hamburku. Po roce 1923 se vrátil do Československa a stal se členem KSČ. Působil jako šéfredaktor listu Vorwärts v Liberci.
Patřil mezi přední československé komunistické politiky židovského původu, hlásící se k německé národnosti. Jeho otec byl rabínem ve městě Třešť. Podle údajů k roku 1929 byl profesí redaktorem v Praze-Žižkově.
V parlamentních volbách v roce 1925 získal poslanecké křeslo v Národním shromáždění. Mandát obhájil v parlamentních volbách v roce 1929. Mandát ale pozbyl rozhodnutím volebního soudu roku 1934. Místo něj nastoupila do poslaneckého křesla Marie Valášková. Důvodem odejmutí mandátu bylo porušení Zákona na ochranu republiky.
Během druhé světové války pobýval v exilu v Moskvě. Pak přesídlil do Německé demokratické republiky, kde zastával stranické a akademické funkce (děkan stranické vysoké školy Parteihochschule Karl Marx).